# شوجاوووو
شوجاوووو (به لهستانی:  Szudziałowo) یک روستا در لهستان است که در گمینا شوجاوووو واقع شده‌است. شوجاوووو (۶۵۰) نفر جمعیت دارد.